# ファーゴ (軽巡洋艦)
| USS Fargo CL-106 |                                                                                              |
| 艦歴             |                                                                                              |
| 発注             |                                                                                              |
| 起工             | 1943年8月23日                                                                                |
| 進水             | 1945年2月25日                                                                                |
| 就役             | 1945年12月9日                                                                                |
| 退役             | 1950年2月14日                                                                                |
| 除籍             | 1970年3月1日                                                                                 |
| その後           | 1971年8月18日スクラップとして売却                                                            |
| 性能諸元         |                                                                                              |
| 排水量           | 10,000トン                                                                                   |
| 全長             | 186.28 m (611 ft 2 in)                                                                       |
| 全幅             | 20.27 m (66 ft 6 in)                                                                         |
| 吃水             | 6.1 m (20 ft)                                                                                |
| 機関             | バブコック・アンド・ウィルコックス社製ボイラー8缶、蒸気タービン4基 100,000hp、4軸推進        |
| 最大速力         | 33ノット                                                                                     |
| 乗員             | 士官、兵員992名                                                                              |
| 兵装             | 47口径Mk 16 3連装152mm砲 4基 38口径Mk 12 連装127mm砲 6基 60口径ボフォース4連装40mm機関砲 8基 |
| 搭載機           | カーチス・ライトSC 3機                                                                       |

ファーゴ (USS Fargo, CL-106) は、アメリカ海軍の軽巡洋艦。ファーゴ級の1番艦。艦名はノースダコタ州ファーゴに因む。
ファーゴ級軽巡洋艦は前のクリーブランド級軽巡洋艦の改良型とも言える艦級で、主な相違点はコンパクトに収められた上部構造と、対空防御改善のため煙突が一本になったことであった。12隻が建造予定であったが第二次世界大戦の終了により大半が建造を取り消された。

## 艦歴
ファーゴは1943年8月23日にニュージャージー州カムデンのニューヨーク造船所で起工し、1945年2月25日にF・O・オルセン夫人によって進水する。1945年12月9日にW・クレイグ艦長の指揮下就役した。
ファーゴはB・H・ビエリ海軍中将が座乗、1946年4月15日にフィラデルフィアを出航し、バーミューダ、トリニダード、レシフェ、リオデジャネイロおよびモンテビデオへの親善訪問を行う。その巡航から5月31日に地中海へ向かう。北アフリカからヨーロッパではトルコ、レバノン、ギリシア、イタリア、フランスの様々な港を訪れ、トリエステではアメリカ合衆国の代表を務める。
ニューヨークに1947年3月2日帰還し、5月20日に再び地中海に向けて出航する。今回の任務では地中海艦隊の旗艦としての任務を一ヶ月間務める。9月13日にニューポートに帰還し、10月、11月にはバーミューダからニューファンドランドで行われた大西洋艦隊の演習に参加、ファーゴには第2任務艦隊の指揮官アーサー・ラドフォード提督が座乗した。その後2年間で、ファーゴは地中海で二度の任務に従事、カリブ海での大規模演習に二度参加した。1950年2月14日にニュージャージー州ベイヨンで退役し、1970年3月1日に除籍、1971年8月18日に売却された。
ファーゴ公共図書館にファーゴの大型模型が展示されていたが、模型は現在ファーゴ航空博物館にある。
クリーブランド級軽巡洋艦の23番艦はファーゴ (USS Fargo, CL-85) と命名される予定であったが、建造途中で空母に変更され、ラングレー (USS Langley, CVL-27) として完成した。